# E級潜水艦 (イギリス海軍)
| E級潜水艦 | E級潜水艦                                                               |
| --------- | ----------------------------------------------------------------------- |
| E7        |                                                                         |
| 艦級概観  |                                                                         |
| 艦種      | 航洋型潜水艦                                                            |
| 艦名      |                                                                         |
| 前級      | D級潜水艦                                                               |
| 次級      | F級潜水艦                                                               |
| 性能諸元  |                                                                         |
| 排水量    | 水上：667トン、水中：807トン                                            |
| 全長      | 55.17m                                                                  |
| 全幅      | 6.91m                                                                   |
| 吃水      | 3.81m                                                                   |
| 機関      | ディーゼル・エンジン×2基(1,600馬力) 電動機×2基(840馬力)、2軸推進        |
| 最大速力  | 水上14ノット(26km/h)、水中9ノット(17km/h)                               |
| 航続距離  | 水上10ノット(19km/h)で6,035km 水中5ノット(9km/h)で121km                 |
| 乗員      | 30名                                                                    |
| 兵装      | 12ポンド砲×1門 457mm魚雷発射管×5門(艦首2門、中部2門、艦尾1門) 魚雷×10発 |

E級潜水艦 (E class submarine) はイギリス海軍の航洋型潜水艦。1913年から1916年にかけて55隻が建造され第一次世界大戦で活躍した。

## 概要
E級潜水艦はC級潜水艦で明らかにされた欠点を改良したD級潜水艦を前身として建造された。E級潜水艦は主として魚雷発射管の配置の違いから大きく5つのグループに分けられる。E級潜水艦のうち6隻は船体中央の魚雷発射管を撤去して、フランス海軍に先駆けて20個の機雷を外殻の垂直敷設筒に搭載できるよう改造された。搭載された機関はヴィッカース製ブラスト噴射単動4ストロークの8気筒ディーゼルエンジンであり、6気筒ディーゼル・エンジン搭載のD級潜水艦よりもいくらかパワーアップした。E級潜水艦の水上兵装は多岐にわたり、初期のE級潜水艦には砲装備はまったくないか、2ポンド砲1門を装備するかのどちらかであった。だが、甲板砲の欠如が痛切に感じられた結果、後期の艦では12ポンド砲と2ポンド砲をそれぞれ1門ずつ搭載するようになり、E20潜水艦では152mm榴弾砲が装備された。また、1922年5月のユトランド沖海戦の直前には、E22潜水艦がソッピース タブロイド水上機を搭載し、世界最初の航空機搭載潜水艦となった。E級潜水艦は第一次世界大戦中に22隻が戦没した。